# マリオ・バティスタ
マリオ・バティスタ（Mario Bautista、1993年7月1日 - ）は、アメリカ合衆国の男性総合格闘家。ネバダ州ウィネマッカ出身。MMAラボ所属。UFC世界バンタム級ランキング8位。

## 来歴
14歳からレスリングを始め、高校時代はブラジリアン柔術を経験した。その後、ネバダ州からアリゾナ州に移住し、MMAラボで総合格闘技のトレーニングを始めた。2017年、プロ総合格闘技デビュー。

### UFC
2019年1月19日、欠場したジョン・リネカーの代役を受けUFCに緊急参戦。UFC Fight Night: Cejudo vs. Dillashawでコーリー・サンドヘイゲンと対戦し、腕ひしぎ十字固めで1R一本負け。
2019年7月20日、UFC on ESPN: dos Anjos vs. Edwardsでソン・ジンスと対戦し、3-0の判定勝ち。ファイト・オブ・ザ・ナイトを受賞した。
2020年2月8日、UFC 247でマイルズ・ジョーンズと対戦し、左飛び膝蹴りでダウンを奪いパウンドで2RTKO勝ち。パフォーマンス・オブ・ザ・ナイトを受賞した。
2022年11月5日、UFC Fight Night: Rodriguez vs. Lemosでベニート・ロペスと対戦し、腕ひしぎ三角固めで1R一本勝ち。パフォーマンス・オブ・ザ・ナイトを受賞した。
2024年1月13日、UFC Fight Night: Ankalaev vs. Walker 2でバンタム級ランキング13位のリッキー・シモンと対戦し、3-0の判定勝ち。
2024年10月5日、UFC 307でバンタム級ランキング10位の元UFC世界フェザー級王者ジョゼ・アルドと対戦し、2-1の判定勝ち。

## 戦績
| 総合格闘技 戦績 | 総合格闘技 戦績 | 総合格闘技 戦績 | 総合格闘技 戦績 | 総合格闘技 戦績 | 総合格闘技 戦績 | 総合格闘技 戦績 |
| --------------- | --------------- | --------------- | --------------- | --------------- | --------------- | --------------- |
| 18 試合         | (T)KO           | 一本            | 判定            | その他          | 引き分け        | 無効試合        |
| 16 勝           | 3               | 6               | 7               | 0               | 0               | 0               |
| 2 敗            | 1               | 1               | 0               | 0               | 0               | 0               |

| 勝敗 | 対戦相手                           | 試合結果                             | 大会名                                 | 開催年月日     |
| ○    | パトリック・ミックス               | 5分3R終了 判定3-0                    | UFC 316: Dvalishvili vs. O'Malley 2    | 2025年6月7日   |
| ○    | ジョゼ・アルド                     | 5分3R終了 判定2-1                    | UFC 307: Pereira vs. Rountree          | 2024年10月5日  |
| ○    | リッキー・シモン                   | 5分3R終了 判定3-0                    | UFC Fight Night: Ankalaev vs. Walker 2 | 2024年1月13日  |
| ○    | ダモン・ブラックシア               | 5分3R終了 判定3-0                    | UFC 292: Sterling vs. O'Malley         | 2023年8月19日  |
| ○    | グイド・カネッティ                 | 1R 3:18 リアネイキドチョーク         | UFC Fight Night: Yan vs. Dvalishvili   | 2023年3月11日  |
| ○    | ベニート・ロペス                   | 1R 4:54 腕ひしぎ三角固め             | UFC Fight Night: Rodriguez vs. Lemos   | 2022年11月5日  |
| ○    | ブライアン・ケレハー               | 1R 2:27 リアネイキドチョーク         | UFC on ESPN 38: Tsarukyan vs. Gamrot   | 2022年6月25日  |
| ○    | ジェイ・ペリン                     | 5分3R終了 判定3-0                    | UFC Fight Night: Walker vs. Hill       | 2022年2月19日  |
| ×    | トレヴィン・ジョーンズ             | 2R 0:40 TKO（右アッパー→パウンド）   | UFC 259: Błachowicz vs. Adesanya       | 2021年3月6日   |
| ○    | マイルズ・ジョーンズ               | 2R 1:41 TKO（左飛び膝蹴り→パウンド） | UFC 247: Jones vs. Reyes               | 2020年2月8日   |
| ○    | ソン・ジンス                       | 5分3R終了 判定3-0                    | UFC on ESPN 4: dos Anjos vs. Edwards   | 2019年7月20日  |
| ×    | コーリー・サンドヘイゲン           | 1R 3:31 腕ひしぎ十字固め             | UFC Fight Night: Cejudo vs. Dillashaw  | 2019年1月19日  |
| ○    | フアン・パブロ・ゴンサレス         | 5分3R終了 判定3-0                    | Combate Americas: Mexico vs. USA       | 2022年10月13日 |
| ○    | AJ・ロブ                           | 2R 3:30 ギロチンチョーク             | LFA 44                                 | 2018年6月29日  |
| ○    | ハファエル・モンティーニ・デ・リマ | 2R 5:00 TKO（ドクターストップ）      | LFA 31                                 | 2018年1月19日  |
| ○    | デマーカス・ブラウン               | 1R 4:46 リアネイキドチョーク         | SMASH Global 6                         | 2017年9月28日  |
| ○    | デボン・チャベス                   | 2R 0:59 ダースチョーク               | Tachi Palace Fights 32                 | 2017年8月3日   |
| ○    | ジェシー・オルタ                   | 1R 1:28 TKO（パンチ連打）            | Iron Boy MMA 6                         | 2017年5月15日  |

## 表彰
- UFC パフォーマンス・オブ・ザ・ナイト（2回）
- UFC ファイト・オブ・ザ・ナイト（1回）